# 塞雷纳克
塞雷纳克（法語：Sérénac，法語發音：[seʁenak]）是法国奧克西塔尼大區塔恩省的一个市镇，属于阿尔比区。

## 地理
塞雷纳克（43°57'50"N, 2°20'5"E）面积17.02 平方千米，位于法国奧克西塔尼大區塔恩省，该省份为法国南部内陆省份，北起顺时针与阿韦龙省、埃罗省、奥德省、上加龙省和塔恩-加龙省接壤。
与塞雷纳克接壤的市镇（或旧市镇、城区）包括：昂比亚莱、昂杜克、克雷斯皮内、圣西尔格、圣于连-戈莱讷、阿尔比茹瓦自由城、贝勒加德-马尔萨勒。

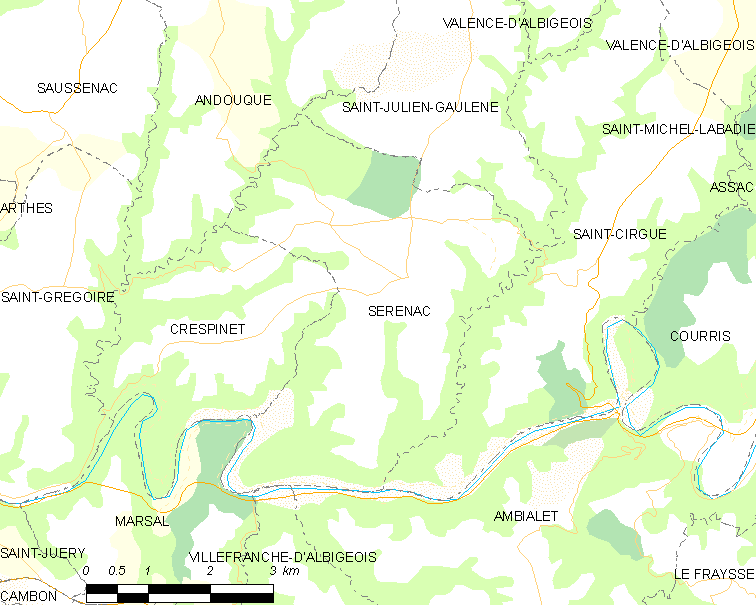
塞雷纳克的OSM定位图

塞雷纳克的时区为UTC+01:00、UTC+02:00（夏令时）。

## 行政
塞雷纳克的邮政编码为81350，INSEE市镇编码为81285。

## 政治
塞雷纳克所属的省级选区为卡尔莫第一县。

## 人口

1962-2008年间塞雷纳克人口变化图示

塞雷纳克于2022年1月1日时的人口数量为500人。